# Nijemci

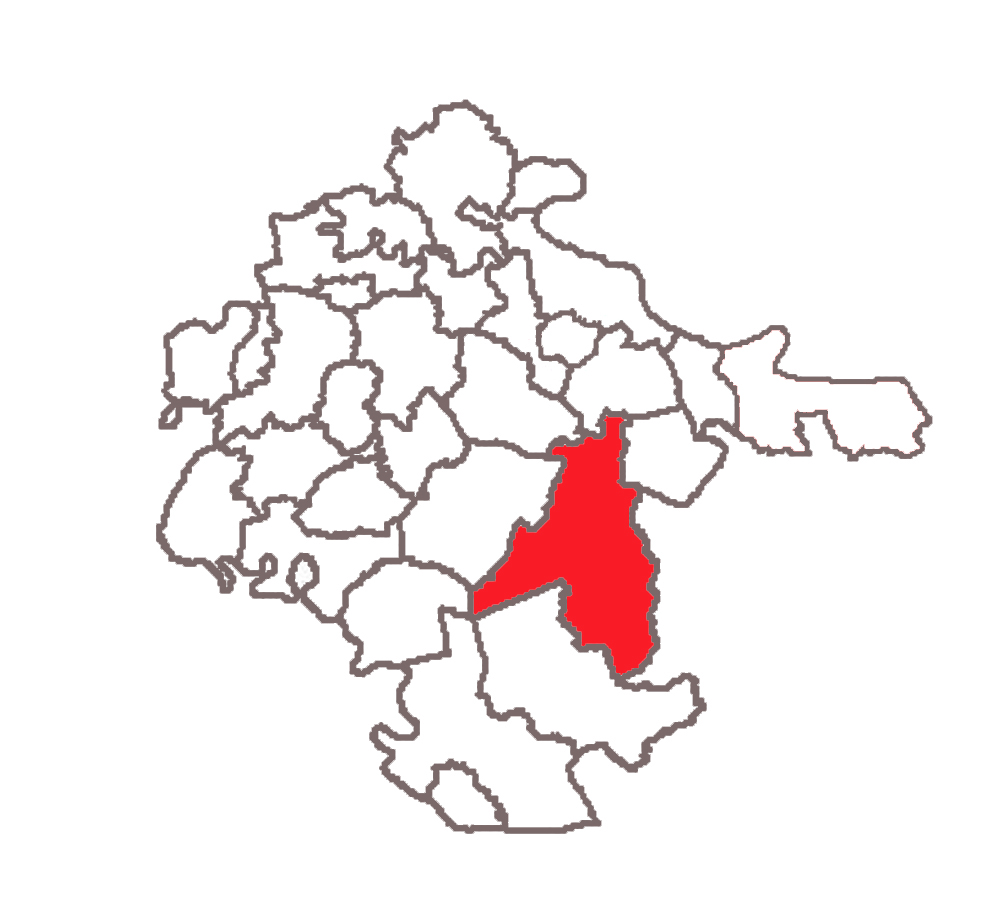
Lage der Gemeinde Nijemci in der Gespanschaft Vukovar-Syrmien

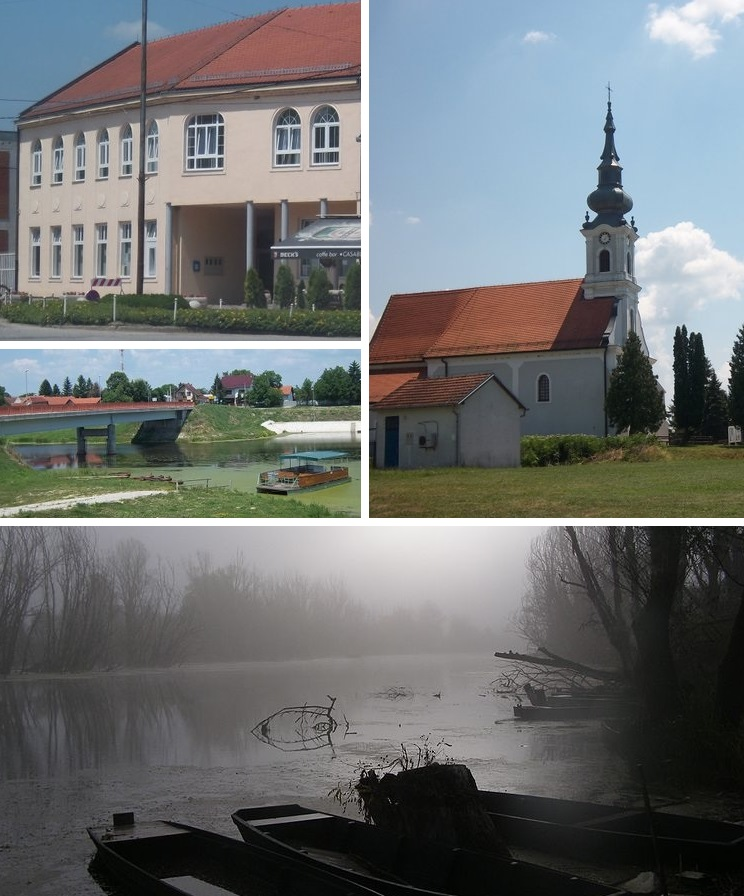
Gemeindeansichten

Nijemci ist ein Ort und eine Gemeinde im östlichen Kroatien an der Grenze zu Serbien in der historischen Region Slawonien. Nach der Volkszählung von 2011 hatte die Gemeinde 4705 Einwohner, 87,78 % davon sind Kroaten.
Administrativ gehört die Gemeinde Nijemci zur Gespanschaft Vukovar-Syrmien (kroat. Vukovarsko-srijemska županija).

## Name
Nijemci bedeutet „Deutsche“ auf Kroatisch. Das leitet sich davon ab, dass die Gemeinde vor 1945 einen größeren deutschen Bevölkerungsanteil hatte. Diese waren auch an der Gründung  des Ortes maßgeblich beteiligt.

## Gemeinde
Die folgenden Orte gehören zur Gemeinde Nijemci (Volkszählung 2011):
- Apševci, 305
- Banovci, 432
- Donje Novo Selo, 498
- Đeletovci, 511
- Lipovac, 814
- Nijemci, 1605
- Podgrađe, 371
- Vinkovački Banovci, 169

## Geographie
Die Gemeinde ist etwa 4 Kilometer westlich von der serbischen Staatsgrenze entfernt und bis nach Vukovar sind es ca. 26 Kilometer. Etwa 54 Kilometer südlich vom Ort gelangt man nach Bosnien und Herzegowina.

## Geschichte
Nijemci war bereits in der Bronzezeit besiedelt. Während der Bauarbeiten der Autobahn A3 im Jahr 2005 fand man zahlreiche archäologische Artefakte aus der Zeit der Vatya-Kultur (ca. 2200–1450 v. Chr.), die der Bronzezeit angehört. Außerdem wurden auch Überreste der Hallstatt-Kultur und der Latènezeit entdeckt und nachgewiesen.
Der Ort wird zum ersten Mal 1437 als „Németi“ in einer Urkunde des ungarischen Königs  Sigismund erwähnt. Im Jahr 1526 wurde der Ort, so wie die ganze Region, von den Türken erobert und besetzt. Nach der Schlacht bei Slankamen 1691 endete die osmanische Herrschaft und die Siedlung kam zum Gut Vukovar, dessen Eigentümer die österreichische Adelsfamilie Kuefstein war. Im Jahr 1736 kaufte der Mainzer Kurfürst Philipp Karl von Eltz, dessen Familie ihren Stammsitz auf der Burg Eltz an der Mosel hat, das gesamte Gut, zu dem insgesamt 35 Siedlungen gehörten.
Nach dem Ende des Ersten Weltkrieges wurde es im Jahr 1918 dem neuen Königreich Jugoslawien zugesprochen. Während des Zweiten Weltkrieges, von 1941 bis 1945, gehörte das Gebiet zum neu entstandenen Vasallenstaat der Achsenmächte USK. Nach Ende des Zweiten Weltkrieges folgte dann die Eingliederung in die SFR Jugoslawien. Die deutsche Bevölkerung musste Jugoslawien verlassen oder wurde in Arbeitslagern inhaftiert und wurde enteignet.
Nach der Unabhängigkeit Kroatiens 1991 und dem darauffolgenden Kroatienkrieg fiel der Ort in die Hände der aufständischen Serben. Die nichtserbische Bevölkerung wurde teilweise vertrieben. Im Jahr 1998 wurde Nijemci und das westliche Syrmien per Friedensabkommen an Kroatien friedlich eingegliedert.

## Bevölkerung
| Bevölkerungsentwicklung | Bevölkerungsentwicklung | Bevölkerungsentwicklung | Bevölkerungsentwicklung | Bevölkerungsentwicklung | Bevölkerungsentwicklung | Bevölkerungsentwicklung | Bevölkerungsentwicklung | Bevölkerungsentwicklung | Bevölkerungsentwicklung | Bevölkerungsentwicklung | Bevölkerungsentwicklung | Bevölkerungsentwicklung | Bevölkerungsentwicklung | Bevölkerungsentwicklung | Bevölkerungsentwicklung | Bevölkerungsentwicklung |
| ----------------------- | ----------------------- | ----------------------- | ----------------------- | ----------------------- | ----------------------- | ----------------------- | ----------------------- | ----------------------- | ----------------------- | ----------------------- | ----------------------- | ----------------------- | ----------------------- | ----------------------- | ----------------------- | ----------------------- |
| 1857                    | 1869                    | 1880                    | 1890                    | 1900                    | 1910                    | 1921                    | 1931                    | 1948                    | 1953                    | 1961                    | 1971                    | 1981                    | 1991                    | 2001                    | 2011                    | 2021                    |
| 1187                    | 1209                    | 1402                    | 1727                    | 2373                    | 2298                    | 2414                    | 2405                    | 2717                    | 3038                    | 3077                    | 2800                    | 2412                    | 2171                    | 1905                    | 1605                    | 1330                    |

## Kultur und Sehenswürdigkeiten
- Die katholische Kirche St. Katarina wurde im 15. Jahrhundert auf einem Hügel in der Ortsmitte errichtet. Das Gebäude ist eine gotisch-barocke Kirche mit einem schmaleren und niedrigeren polygonalen Altarraum. Zu Beginn des 18. Jahrhunderts wurde das Gewölbe im Altarraum geschaffen, die Kirche abgesenkt, der gotische Kranz durch einen barocken ersetzt und die nördliche Sakristei hinzugefügt. Der Glockenturm kam etwas später hinzu und die Erweiterung der südlichen Sakristei erfolgte im 20. Jahrhundert.[8]
- Das Heimatmuseum „Luka Natali“ befindet sich in der heutigen Pfarrei im Ortszentrum. Das Museum wurde nach dem Belgrader Bischof der Diözese in Pécs benannt, der während der osmanischen Herrschaft im 17. Jahrhundert hier lebte und auch begraben wurde. Im Museum befinden sich Ausstellungsstücke aus der Zeit seit Gründung der Siedlung wie auch dem Mittelalter. Des Weiteren befinden sich hier Gegenstände und Informationen der modernen Geschichte und dem Kroatienkrieg.

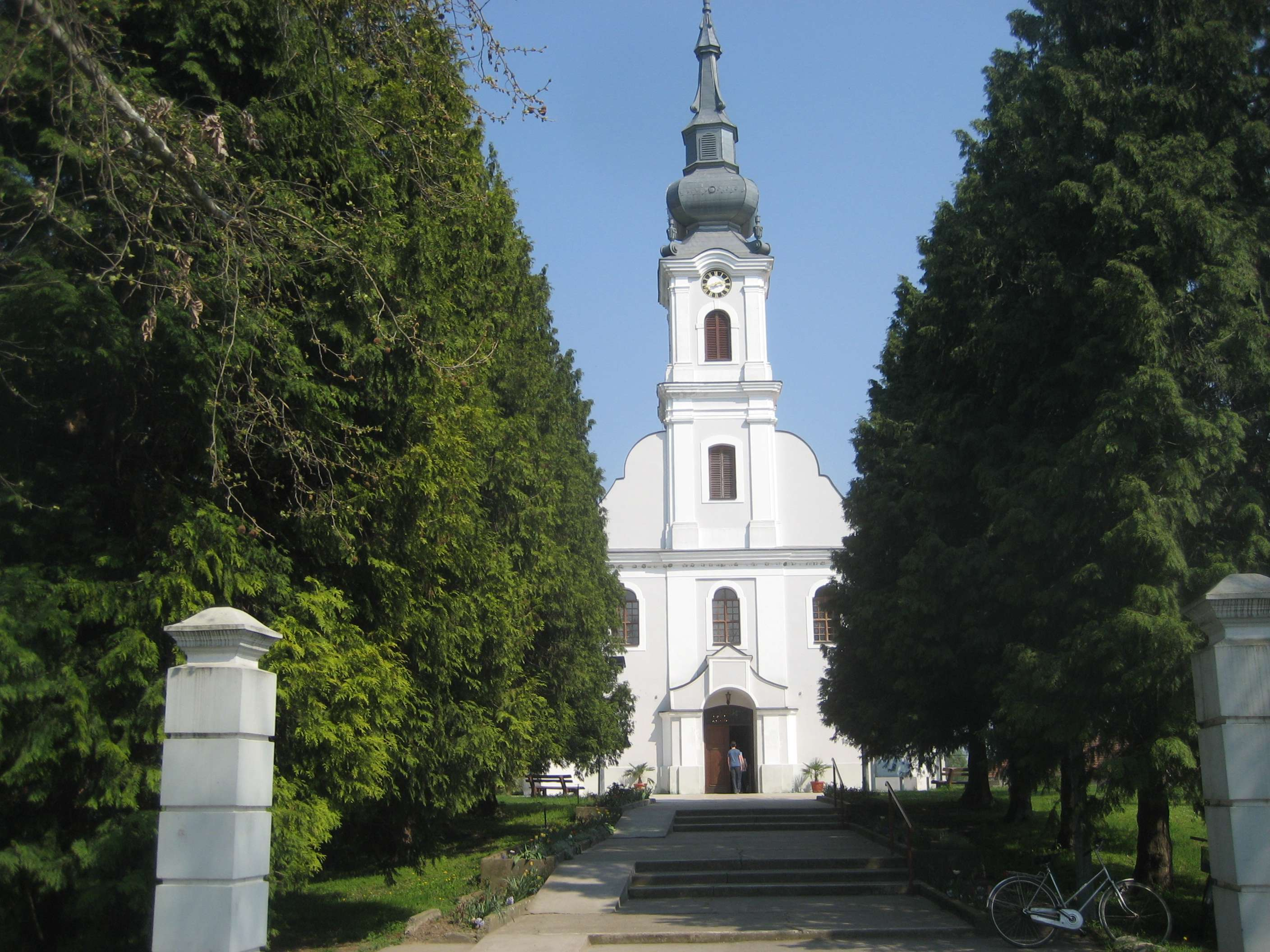
St. Katarina in Nijemci
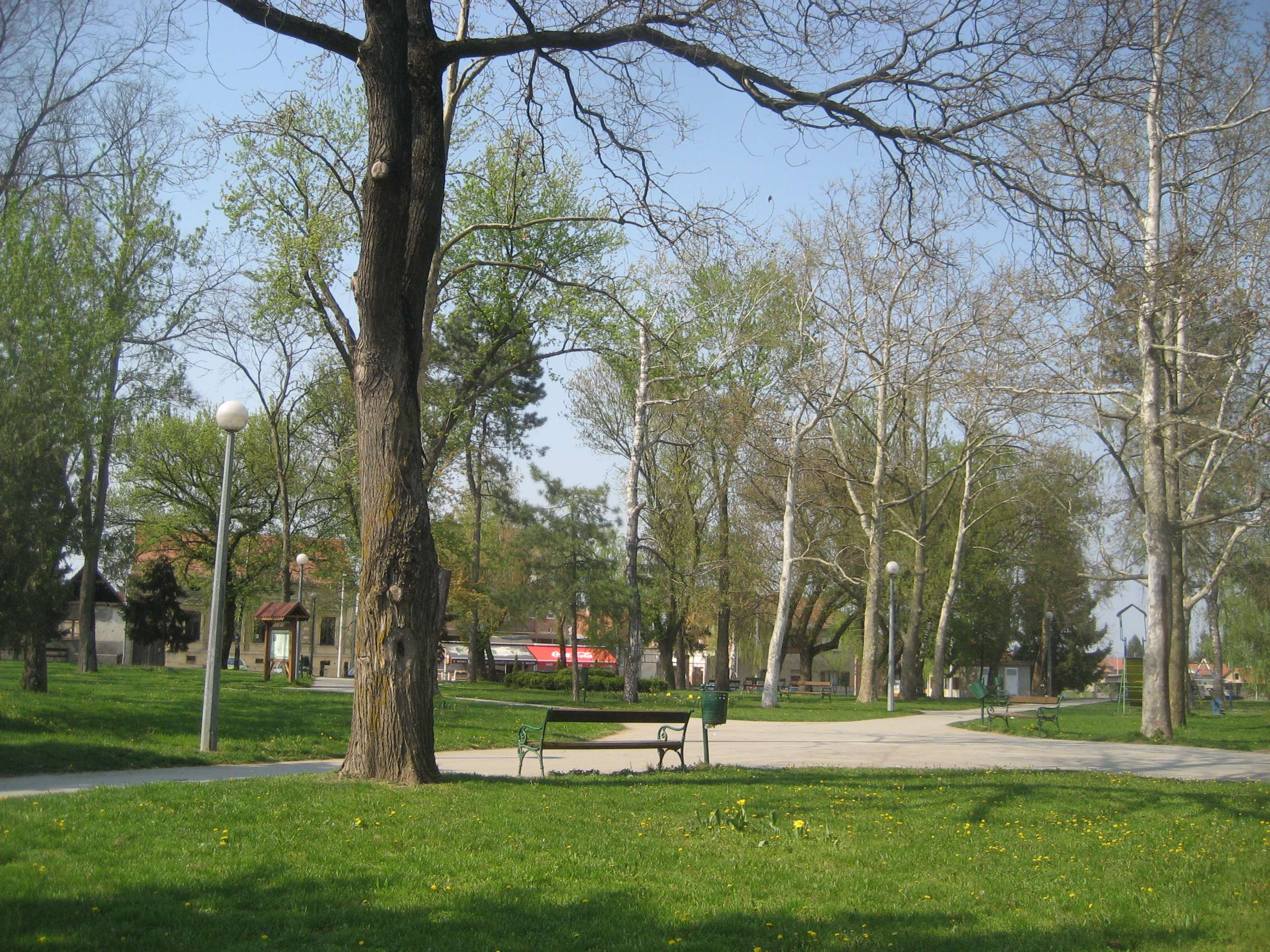
Park in Nijemci
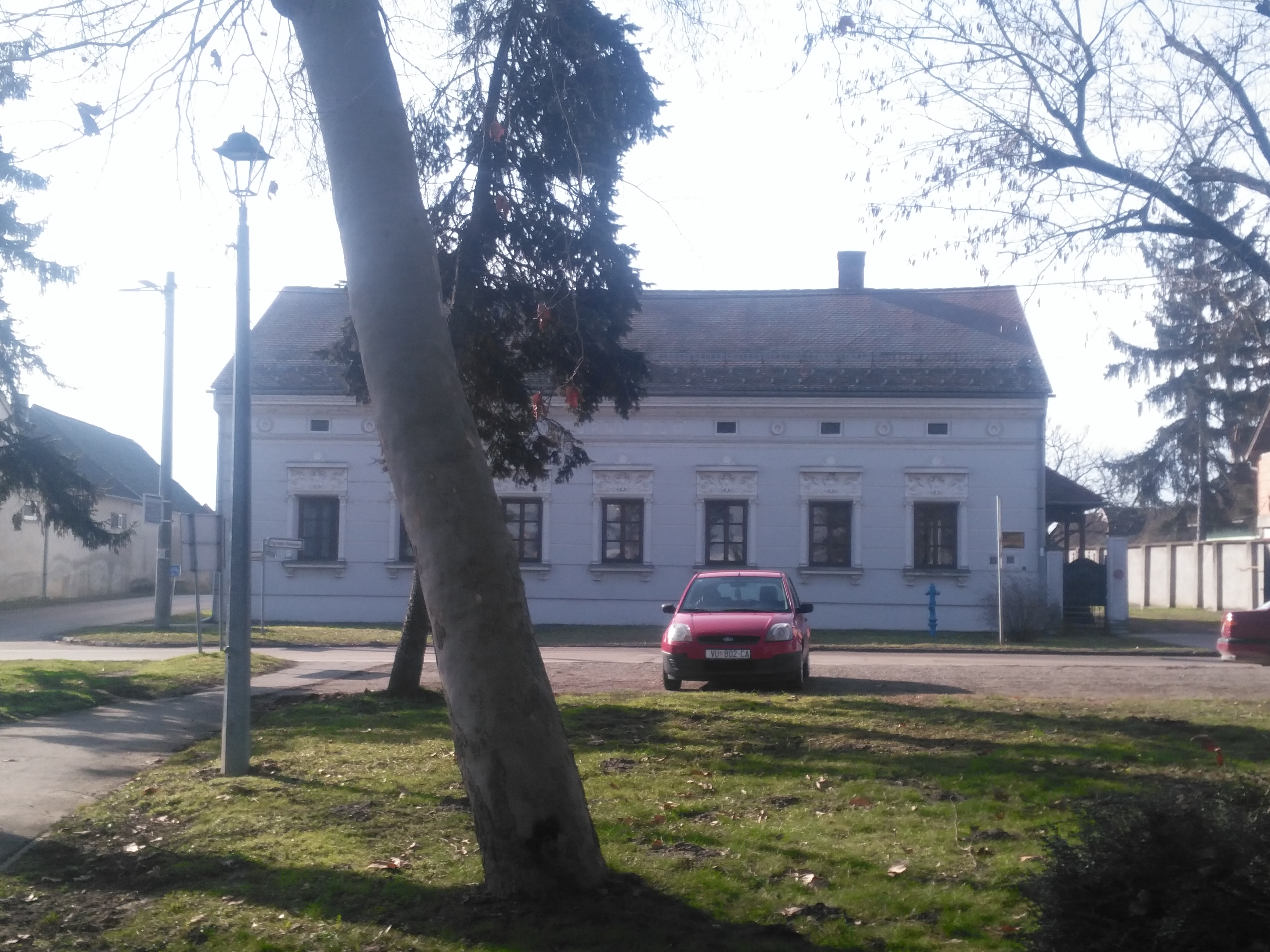
Bauernhaus
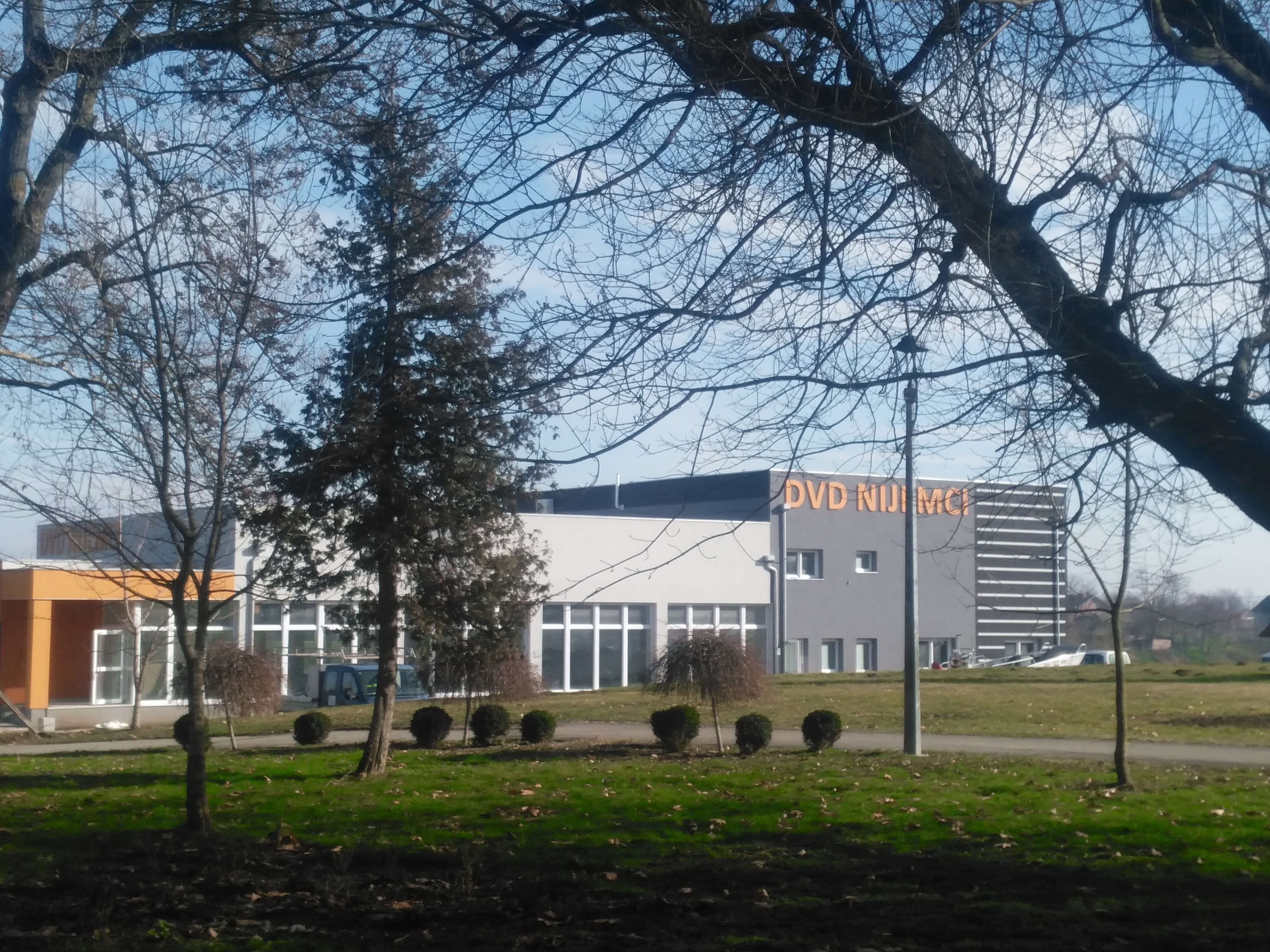
Freiwillige Feuerwehr
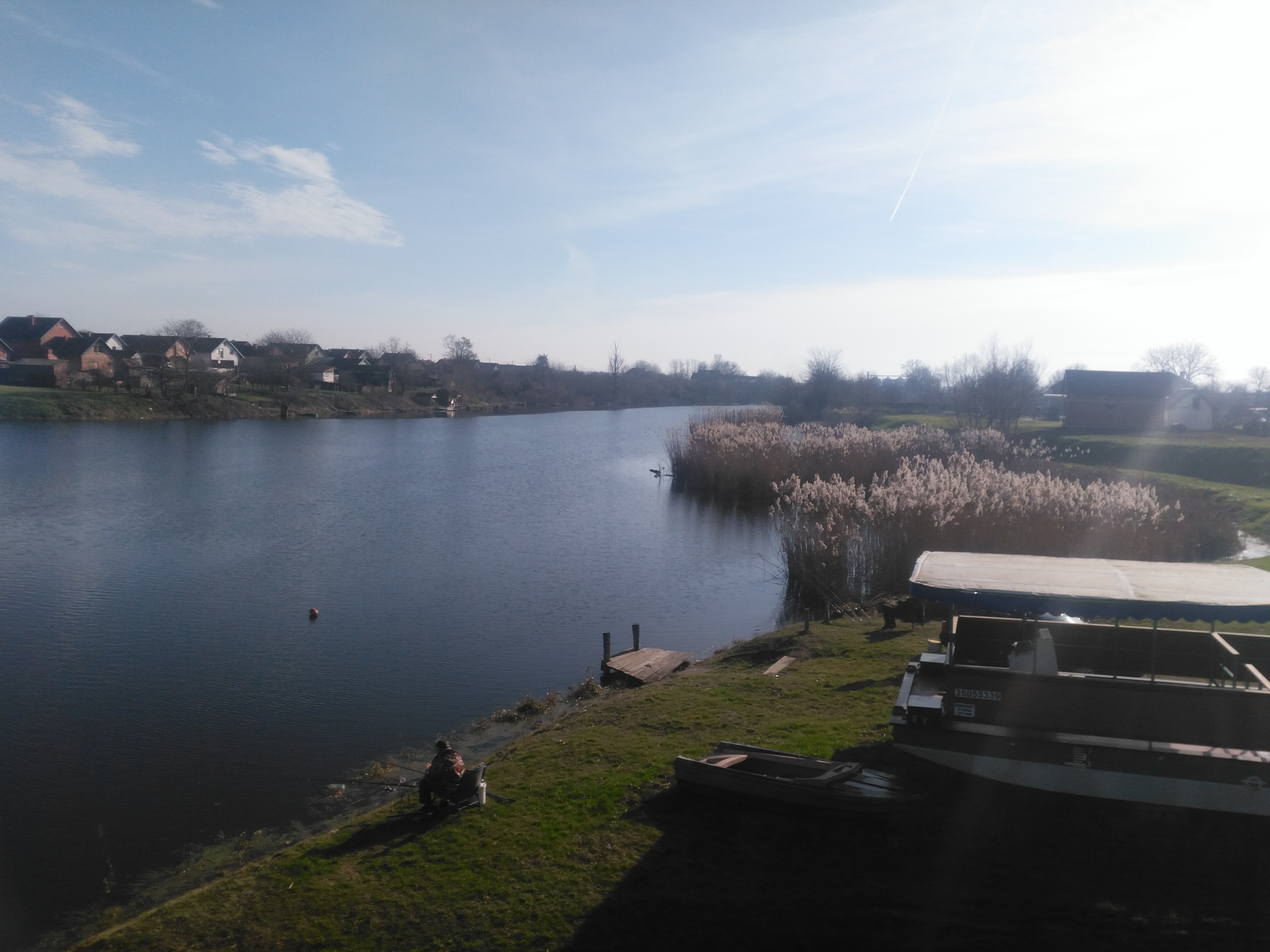
Fluss Bosut

## Bildung
- Die Schule „Ivan Kozarac“ hat eine langjährige Geschichte, die bereits im 17. Jahrhundert zum ersten Mal erwähnt wird. Seit 1952 wird sie als achtjährige Grundschule betrieben und befindet sich immer noch im selben Gebäude aus dem 18. Jahrhundert.